# ウッドパークオフィス
株式会社ウッドパークオフィス（Woodpark Office）は、声優・林原めぐみの個人事務所。現在は林原のみ所属。

## 概要
林原めぐみがアーツビジョンを退社し、1999年6月に設立。
主な事業はマネージメント業務。
所属社員にマネージメント担当の森香代が居る。
以前はキングレコードと同じ住所だったが、2020年1月現在は都内某所（登記上は武蔵野市内）に。